# Kastoria
Kastoria (grčki: Καστοριά, Kastoriá, makedonski: Kostur, Albanski: Kostur
(i), turski: Kesriye, vlaški: Kastoria) je glavni grad prefekture Kastoria na zapadu periferije Zapadne Makedonije. 
Grad se nalazi blizu makedonsko - albanske granice na obali jezera Orestiada( ovo jezero makedonci zovu Kostursko jezero).
Grad ima oko 16 218 stanovnika (po popisu iz 2001. ). Smješten je na prevlaci poluotoka na zapadnoj obali jezera Orestiada, u dolini okruženoj stijenovitim planinama. Grad je poznat po svojim bizantskim crkvama, lokalnoj gradskoj arhitekturi i pastrvama ( po svemu ovom je sličan nedalekom Ohridu u Makedoniji).

## Podrijetlo imena Kastoria
Ima nekoliko teorija o podrijetlu imena Kastoria, najpopularnija je ona da ime grada dolazi od grčke riječi kástoras( κάστορας), što znači dabar. Sam grad je sjedište krznarstva, obrade i trgovanja krznom i kožnim proizvodima još od antike. 
Druge teorije govore da ime grada dolazi od riječi kástro (κάστρο) - utvrda, ili da dolazi od riječi Kastor (Κάστωρ) od mitološke braće Kastora i Polideuka, koji su možda boravili u ovom kraju. Za otomanske vlasti ime grada je bilo Kesriye(što je turska transkripcija grčkog imena), na makedonskom ime grada je Kostur (makedonski: Костур).

## Stanovništvo
| Godina | Stanovništvo | Promjene      | Gradsko stanovništvo |
| ------ | ------------ | ------------- | -------------------- |
| 1981   | 20,660       | -             | -                    |
| 1991   | 14,775       | 5,885/-28.48% | -                    |
| 2001   | 14,813       | 38/2.57%      | 16,218               |

## Povijest naselja

### U antičko doba
Područje Kastorie naseljeno je još od neolita, pored grada na lokalitetu  Dispilio, pronađeno je neolitsko naselje.
Pretpostavlja se da Kastoria kao naselje ima antičko podrijetlo, jer su grad za vrijeme drugog makedonsko-rimskog rata (201. – 197. god. n.e.) zauzeli Rimljani i nazvali Celetrum. 395. god. n.e. grad je pod vlašću Bizanta, oko 550. god. n.e., grad se spominje pod imenom Diolektianopolis. Bizantski carski kroničar Prokopije spominje da je ovaj grad prozvan za Justinijana u Justinianopolis, bio poprište stalnih borbi između Bizantskog Carstva i Despotata iz Epira tijekom XIII st. Između 1331. – 1380. grad je bio pod vlašću srpske srednjovjekovne države.

### Za otomanske vlasti
Oko 1385., Kastoria je potpala pod vlast Otomanskog Carstva. Tada Kastoria postaje regionalni centar trgovine krznom, kraja između Siatiste i Ohrida, poznatog po krznarstvu i posrednik u trgovini krznom između Leipziga i Konstantinopolisa. Znano je da su poznati Bečki trgovci krznom iz 1767. ; Johann Narantzi (Ioannis Narantzis) i Ralli Diamandi bili iz Kastorie.
Za prvog balkanskog rata 1912. Kastoria je dospjela pod vlast Grčke. Mirovni ugovori iz Londona 1913. i Bukurešta 1913. potvrdili su Grčki suverenitet nad Kastoriom. Između 1912. i 1922. (između prvog balkanskog rata i kraja grčko-turskog rata) Kastoriu i njezinu okolicu moralo je napustiti muslimansko (tursko) i slavensko (makedonsko) stanovništo, to je bio rezultat grčko-turskog rata i velike razmjene stanovništva, koja je radikalno izmijenila etničku sliku grada i okolice. Na mjesto istjeranog stanovništva naseljeni su grčke izbjeglice iz Male Azije  (iz Izmira i Ponta). Pri kraju 1920-ih imala je Kastoria oko 10 000 stanovnika.

### Za drugog svjetskog rata
Tijekom drugog svjetskog rata i grčkog građanskog rata, grad se više puta našao u središtu ratnih operacija i doživio je ozbiljna razaranja. Za grčkog građanskog rata, grad je bio sjedište (1948.) ljevičarske protuvladine pobune ELAS-a. Završne borbe grčkog građanskog rata vodile su se na obližnjoj planini 
Gramos.

#### Židovska zajednica
Još 1943. židovska zajednica u Kastoriji imala je 980 ljudi, većinom Sefarda koji su govorili Ladino jezik. To je zato što su tu zajednicu tvorili emigranti iz Španjolske, koji su preko Italije dospjeli u ovaj kraj tijekom XVII i XVIII st.
Tijekom 1944., za vrijeme okupacije od strane nacističke Njemačke, židovska zajednica je gotovo istrijebljena, kraj ratnih tragedija na početku 1945. dočelo je svega 38 osoba.

## Gospodarstvo
Kastoria je poznata po obradi i trgovini krznom, koja je najznačajnija grana lokalnog gospodarstva. Krznarstvo, i obrada kože u ovom kraju ima dugu tradiciju, postoji i teorija da je i ime grada nastalo od imena dabar (na grčkom: kastóri ) kojih je nekada u ovom kraju bilo mnogo (a danas su istrijebljeni). 
U gradu se održava svake godine međunarodni krznarski sajam. Ostale važne grane gospodarstva su; poljoprivreda (žitarice, jabuke, vino) i ribarstvo. Grad je dobro povezan autocestama s ostalim grčkim gradovima a ima i zračnu luku Aristotelis.

## Značajni spomenici
Kastoria je značajni vjerski centar grčke pravoslavne crkve, sjedište je mitropolije (to je ekvivalent biskupiji). Grad i okolica imali su 72 srednjovjekovna sakralna objekta, od tog broja 54 postoje i dan danas. Dobar dio tih objekata je restauriran, i pruža dobar uvid u grčku sakralnu arhitekturu i zidno slikarstvo. Bizantološki muzej na trgu Dexamenis, ima bogatu zbirku bizantinskih ikona.

## Šport
Nogometni klub Kastoria  osnovan je 1963. od tri manja kluba. Najuspješnije godine kluba bile su 1974., kada je klub ušao u prvu grčku ligu i zauzeo četvrto mjesto, i godina 1980. kada je klub osvojio kup (pobjedom od 5-3 nad  Iraklisom). Danas momčad nastupa u drugoj ligi.

## Značajni ljudi
- Athanasios Christopoulos (1772-1847), grčki pjesnik
- Maria Spiropulu (1970-), fizičarka
- Dimitris Diamantidis (1980-), košarkaš
- Jagnula Kunovska(1943 - ), pravnik i pisac iz Republike Makedonije

## Vanjske poveznice
- Službene stranice grada  Arhivirana inačica izvorne stranice od 20. lipnja 2010. (Wayback Machine)
- Informacijski portal grada Kastorije  Arhivirana inačica izvorne stranice od 10. travnja 2006. (Wayback Machine)
- Kastorijski bizantinski muzej  Arhivirana inačica izvorne stranice od 6. travnja 2007. (Wayback Machine)
- Kastorijski muzej folklora[neaktivna poveznica]
- Dispilio jezerska neolitska naseobina  Arhivirana inačica izvorne stranice od 1. travnja 2007. (Wayback Machine)